# Parmelia queenslandensis
Parmelia queenslandensis är en lavart som beskrevs av Hale. Parmelia queenslandensis ingår i släktet Parmelia och familjen Parmeliaceae.   Inga underarter finns listade i Catalogue of Life.